# Radociînî, Kremenciuk
Radociînî (în ucraineană Радочини) este un sat în comuna Demîdivka din raionul Kremenciuk, regiunea Poltava, Ucraina.

## Demografie
Componența lingvistică a localității Radociînî
     Ucraineană (92,4%)
     Rusă (5,6%)
     Română (1,2%)
     Alte limbi (0,8%)
Conform recensământului din 2001, majoritatea populației localității Radociînî era vorbitoare de ucraineană (92,4%), existând în minoritate și vorbitori de rusă (5,6%) și română (1,2%).